# Maria Stuart, Rainha da Escócia
Maria Stuart, Rainha da Escócia (em inglês:  Mary of Scotland) é um filme estadunidense de 1936, do gênero drama, dirigido por John Ford.

## Sinopse
Mary Stuart chega à Escócia para reinar, para desgosto de Elizabeth da Inglaterra, que a considera uma rival. Stuart escolhe o Lord Darnley para seu marido. Um golpe no palácio leva à guerra civil e a conseqüente prisão de Mary. Ela escapa fugindo para a Inglaterra, onde um destino pior aguarda por ela.

## Elenco
- Katharine Hepburn  ...  Mary Stuart
- Fredric March      ...  Bothwell
- Florence Eldridge  ...  Elizabeth Tudor
- Douglas Walton     ...  Darnley
- Earle Foxe ... conde de Kent